# Erik Fetter
Erik Fetter, né le 5 avril 2000 à Budapest, est un coureur cycliste hongrois. Il est membre de l'équipe Polti-Kometa.

## Biographie
Dans les catégories de jeunes, Erik Fetter devient champion de Hongrie de cyclo-cross cadets (moins de 17 ans), mais également double champion de Hongrie de VTT cross-country et vice-champion national de cyclo-cross juniors (moins de 19 ans). Lors des Jeux olympiques de la jeunesse de 2018, il remporte l'épreuve de VTT cross-country short track et termine sixième de la course sur route.
Il rejoint l'équipe continentale hongroise Pannon en 2019 et décide de se concentrer sur la route. Décrit comme un coureur complet, il se classe dix-septième du Tour de Hongrie et du Sibiu Cycling Tour. Il participe également au Tour de l'Avenir avec sa sélection nationale, dès sa première saison espoirs (moins de 23 ans),. 
En 2020, il signe en Espagne chez Kometa-Xstra, où il devient coureur professionnel. Lors de ses débuts en compétition, il se rend en Espagne pour les épreuves du Challenge de Majorque. Il participe ensuite au Tour de Murcie, où il abandonne en raison de problèmes au dos, puis à la Clásica de Almería, où il est une nouvelle fois contraint à l'abandon, après une chute. Après l'interruption des courses liée à la pandémie de Covid-19, il participe au Tour de l'Ain, où il se révèle en terminant cinquième de la première étape, au milieu de quelques-uns des plus grands noms du peloton international.
En juin 2021, il devient champion de Hongrie du contre-la-montre et remporte la dernière étape du Tour du Limousin, devant son coéquipier Luca Wackermann.

## Palmarès sur route

### Par année
- 2021
  -  Champion de Hongrie du contre-la-montre
  - 4e étape du Tour du Limousin
  - 4e du championnat d'Europe sur route espoirs
- 2022
  -  Champion de Hongrie du contre-la-montre
  - 2e de l'Okolo Jižních Čech
  - 4e du championnat d'Europe sur route espoirs
- 2023
  - 3e du championnat de Hongrie sur route
  - 3e du championnat de Hongrie du contre-la-montre
- 2024
  - 2e du championnat de Hongrie sur route
- 2025
  - 1re étape de l'Istrian Spring Tour

### Résultats sur les grands tours

#### Tour d'Italie
2 participations
- 2022 : 83e
- 2023 : abandon (10e étape)

### Classements mondiaux
| Année                                 | 2019  | 2020 | 2021 | 2022 | 2023 | 2024 |
| ------------------------------------- | ----- | ---- | ---- | ---- | ---- | ---- |
| Classement mondial                    | 2421e | nc   | 430e | 323e | 603e | 680e |
| UCI Europe Tour                       | 1549e | nc   | 356e | 260e | nc   | nc   |
|                                       |       |      |      |      |      |      |
| Légende : nc = non classéSource : UCI |       |      |      |      |      |      |

## Palmarès en VTT

### Jeux olympiques de la jeunesse
- Buenos Aires 2018
  -  Médaillé d'or du cross-country short track

### Championnats nationaux
- 2017
  -  Champion de Hongrie de cross-country juniors
- 2018
  -  Champion de Hongrie de cross-country juniors

## Palmarès en cyclo-cross
- 2013-2014
  -  Champion de Hongrie de cyclo-cross cadets
- 2016-2017
  - 2e du championnat de Hongrie de cyclo-cross juniors
- 2017-2018
  - 2e du championnat de Hongrie de cyclo-cross juniors